# Treri
Trerii erau trib tracic din sudul Dunării. Tucidide, cel mai vechi izvor, spune că trerii locuiau spre țara tribalilor (adică la vest sau nord-vest de Sofia de azi). O parte dintre trerii din Tracia s-au desprins la începutul secolului al VII-lea î.Hr. de neamul lor și au pătruns împreună cu cimerienii, în Asia Mică, unde după ce au fost înfrânți de sciți s-au așezat în colțul de nord-vest al Anatoliei.